# 安徽省历史文化名村
安徽省历史文化名村由安徽省人民政府公布。现已公布2批，共38个，其中17个已升格为中国历史文化名村。
第一批安徽省历史文化名村：2006年5月26日公布，共24个。
第四批安徽省历史文化名村：2010年7月6日公布，共14个。

## 分市名单

### 黄山市

#### 徽州区
- 呈坎镇呈坎村（1，已升格为第四批中国历史文化名村）
- 潜口镇唐模村（1，已升格为第三批中国历史文化名村）

#### 歙县
- 许村镇许村（1）
- 郑村镇棠樾村（1，已升格为第三批中国历史文化名村）
- 雄村乡雄村（1，已升格为第六批中国历史文化名村）
- 昌溪乡昌溪村（1，已升格为第七批中国历史文化名村）
- 北岸镇瞻淇村（1，已升格为第七批中国历史文化名村）

#### 黟县
- 宏村镇屏山村（1，已升格为第三批中国历史文化名村）
- 碧阳镇南屏村（1，已升格为第四批中国历史文化名村）
- 碧阳镇关麓村（1，已升格为第五批中国历史文化名村）

#### 休宁县
- 右龙村（1）
- 商山乡黄村（1，已升格为第五批中国历史文化名村）

#### 黄山区
- 永丰乡永丰村（4）

#### 祁门县
- 闪里镇坑口村（4，已升格为第六批中国历史文化名村）
- 历口镇历溪村（4）
- 芦溪乡芦溪村（4）

### 宣城市

#### 绩溪县
- 瀛洲镇龙川村（1，已升格为第六批中国历史文化名村）-湖村-家朋乡磡头村（已升格为第六批中国历史文化名村）
- 上庄-冯村（1）
- 上庄镇石家村（1，已升格为第七批中国历史文化名村）

#### 泾县
- 榔桥镇黄田村（1，已升格为第六批中国历史文化名村）
- 桃花潭镇查济村（1，已升格为第四批中国历史文化名村）

#### 广德县
- 卢村乡甘溪村（4）

#### 宣州区
- 水东镇东胜小胡村（4）

#### 郎溪县
- 姚村乡姚村（4）

### 蚌埠市

#### 固镇县
- 垓下村（1）

#### 蚌山区
- 孙家圩子村（1）

#### 龙子湖区
- 长淮卫村（1）

### 合肥市

#### 肥东县
- 瑶岗村（1）

#### 肥西县
- 小井庄村（1）
- 启明村-新光村-鸽子笼村（1）

### 滁州市

#### 凤阳县
- 小岗村（1）

#### 天长市
- 铜城镇龙岗村（4，已升格为第六批中国历史文化名村）

### 池州市

#### 东至县
- 花园乡南溪古寨村（4）

#### 青阳县
- 陵阳镇所村（4）
- 九华乡老田吴村（4）

#### 贵池区
- 棠溪镇石门高村（4，已升格为第七批中国历史文化名村）
- 墩上街道渚湖姜村（4）

### 淮南市

#### 谢家集区
- 李郢孜镇赖山村（4）